# Institut catholique de Rennes
Pour les articles homonymes, voir ICR.

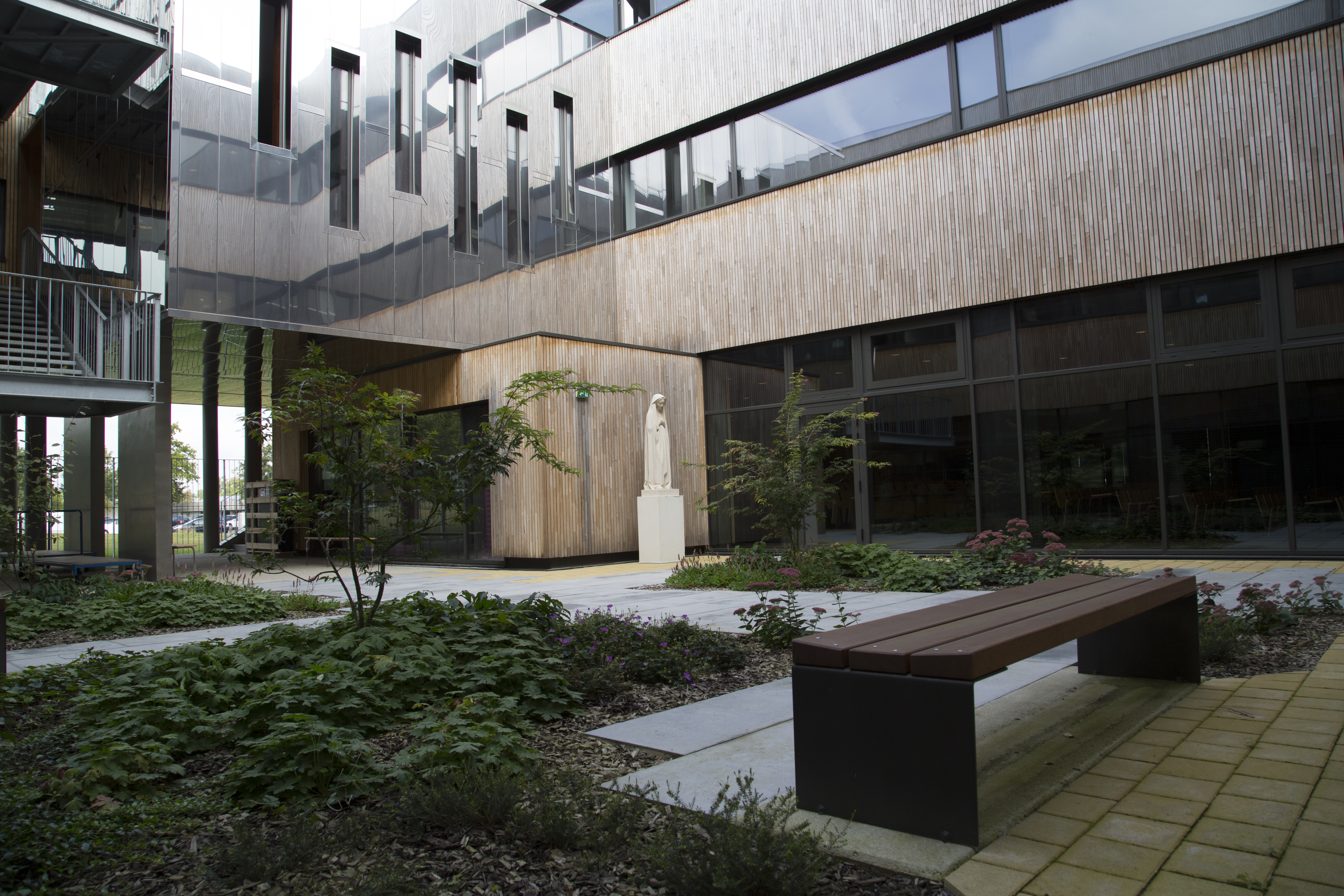
Patio ICR

L’Institut catholique de Rennes (ICR) est un établissement privé d'enseignement supérieur situé à Rennes créé en 1989 à l'initiative de la direction diocésaine de l’Enseignement catholique (DDEC) d'Ille-et-Vilaine. L'Institut est implanté sur le campus de Ker Lann, à Bruz, près de Rennes, en Bretagne.
Les instituts catholiques ne sont pas autorisés à délivrer aux étudiants des diplômes nationaux comme la Licence, le Master ou le Doctorat. Mais ils peuvent coopérer avec une université locale et permettre à leurs étudiants de passer les examens d'un diplôme national qui sera délivré par l'université locale. Enfin, ils peuvent délivrer des diplômes d'université dans les sciences ecclésiastiques, droit canonique, théologie, philosophie.
C'est un institut d'enseignement supérieur et non une école supérieure. Elles sont labellisées EESPIG.

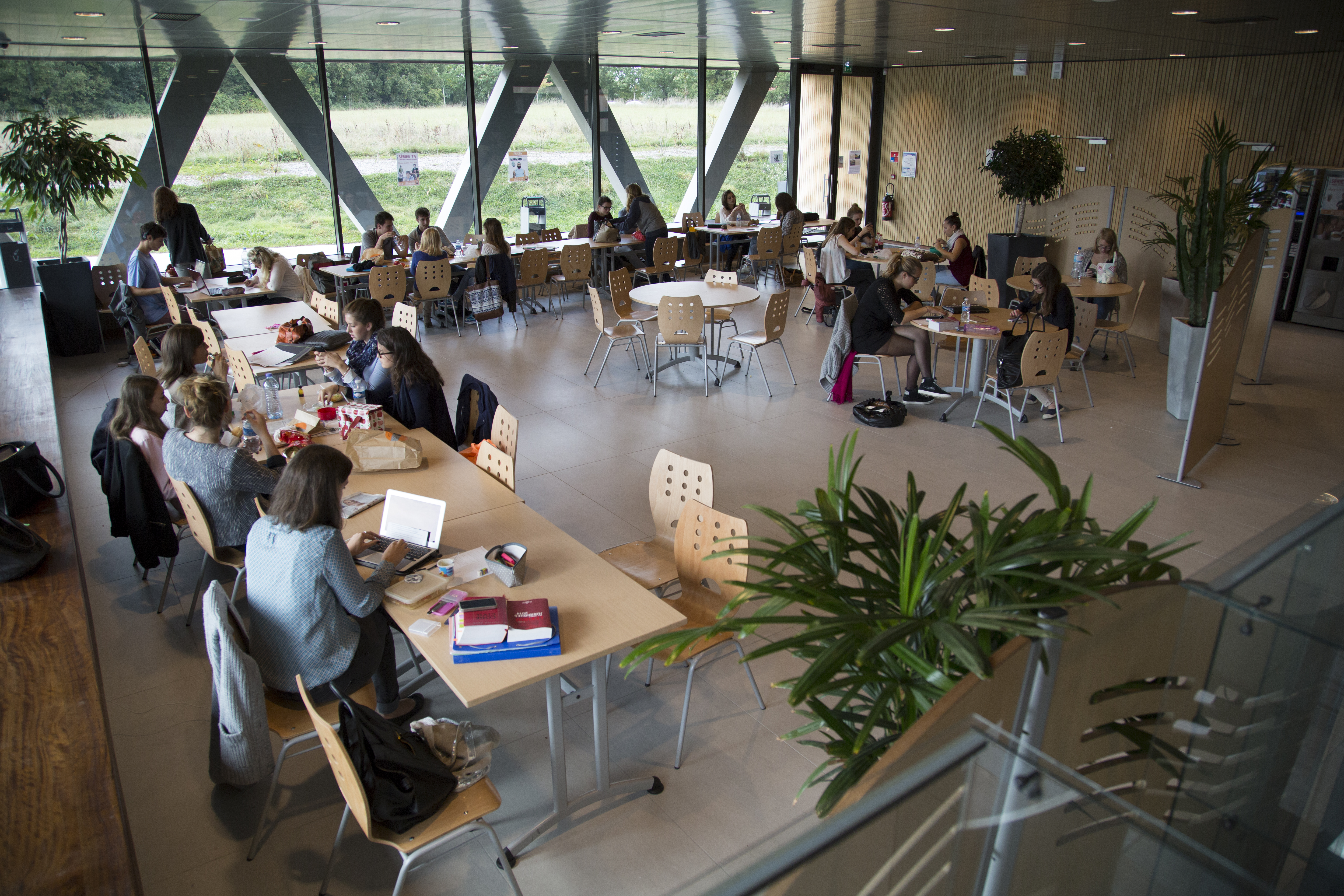
Bâtiment ICR

## Historique
L'Institut catholique de Rennes a été fondé en 1989 par la Direction diocésaine de l'enseignement catholique (DDEC) de Rennes dans le cadre des lois du 12 juillet 1875, et du 18 mars 1880,. Ces lois permettaient la création d'établissements d'enseignements supérieurs libres. Initialement, l'ICR s'appelait Institut Saint-Melaine.
Au départ, l'institut a été fondé pour former des étudiants à la carrière de professeurs de l'enseignement catholique, en partenariat avec le Centre de Formation Pédagogique (CFP). Avant ça, le baccalauréat était suffisant pour entreprendre la formation de professeur.
Ensuite, l'institut a obtenu son indépendance par rapport au Centre de Formation Pédagogique, et les étudiants pouvaient prétendre à d'autres carrières que celles d'enseignants.
En 2004, l'ICR s'est associé à cinq autres établissements pour constituer l'UNFL (Union des Nouvelles Facultés Libres), qui sert d'interlocuteur de l'État.

## Services et associations
- Bibliothèque universitaire
- Bureau des Étudiants
- Bureau des Arts
- Bureau des Sports
- Association des anciens étudiants (Alumni ICR)[9]
- Association humanitaire (ICROIRE)
- Représentants des Étudiants
- Aumônerie de Ker Lann
- Association d'initiation à l'oenologie (Wine Not)
- Projet Cicéron (association de cours d'éloquence, plaidoirie, négociation)
- Café Actu (conférences-débats)
- IC'VERT (association à but écologique)
- BDE Jo'Kers (association inter-écoles du Campus de Ker Lann)